# 析木県
析木県（せきもく-けん）は中華人民共和国遼寧省にかつて存在した県。現在の海城市南東部に相当する。
遼代に設置され、元代に廃止された。